# Брембилла
Брембилла (итал. Brembilla) — коммуна в Италии, располагается в регионе Ломбардия, подчиняется административному центру Бергамо.
Население составляет 4242 человека, плотность населения составляет 212 чел./км². Занимает площадь 20 км². Почтовый индекс — 24012. Телефонный код — 0345.

## Города-побратимы
- Нантюа, Франция (2011)